# 蒙古驻呼伦贝尔领事馆
蒙古国驻呼伦贝尔领事馆是蒙古设立于中国内蒙古自治区呼伦贝尔市海拉尔区的领事馆。2015年6月开馆，是蒙古在中国设立的第五个、在内蒙设立的第三个领事机构。2017年关闭。2020年，蒙古在呼伦贝尔市满洲里市设立新领事馆。

## 沿革
2014年2月24日，中蒙就蒙古在内蒙古自治区呼伦贝尔市设立领事馆达成协议。2015年6月18日，领事馆开馆，首任领事为达·钢宝勒德（Damba Ganbold）。
呼伦贝尔市在内蒙东部地区，地处中俄蒙三国交界地带，海拉尔区为市政府驻地。此前蒙古在呼和浩特和二连浩特设有领事机构，均在内蒙中西部地区。呼伦贝尔共有8个国家级通商口岸，其中对蒙口岸三个，分别是海拉尔航空口岸、额布都格口岸和阿日哈沙特口岸。2014年，对蒙口岸进出境旅客达10万人次，进出境货物40万吨。蒙方表示，呼伦贝尔地理位置重要，通过呼伦贝尔可以辐射中国东三省。此外，蒙方也期待能更好落实联合国开发计划署倡导的大图们江合作项目，为蒙古商品出口找到出海口。
2015年7月，领事馆在阿尔山开设签证代表处。
2017年6月，蒙古关闭领事馆。呼伦贝尔市与兴安盟的领事工作划归驻二连浩特领事馆处理。

## 领区
根据协议，原属蒙古驻二连浩特领事馆领区的呼伦贝尔市和兴安盟划出，归驻呼伦贝尔领事馆管理。领馆方面2016年曾提出要推进扩大领区事宜，为此将积极向蒙古外交部提出申请，希望得到蒙古国政府支持。